# Eriskirch
Eriskirch är en kommun (tyska Gemeinde) i Bodenseekreis i delstaten Baden-Württemberg i Tyskland.
Kommunen ingår i kommunalförbundet Eriskirch-Kressbronn a. B.-Langenargen tillsammans med kommunerna Kressbronn am Bodensee och Langenargen.